# دورویی
دورویی یا نفاق یا دوزبانی در اصل به معنای مخالفت ظاهر با باطن است. مُنافِق یا دورو یا دوچهره کسی است که در آشکار دعوی مسلمانی و ایمان کند و در نهان کفر ورزد. کسی که به زبان اظهار ایمان کند و کفر را در قلب خود نهان دارد. نفق در لغت به معنی «راه زیرزمینی» است و منافق را به جهت داشتن راه‌های مخفیانه به این نام می‌نامند.

## در اسلام
در اسلام دورویی مسئله‌ای مقول به تشکیک است که پایین‌ترین درجات آن همواره با ایمان ضعیف است و می‌توان آن را دورویی اخلاقی نامید و درجات بالای آن هم کفر و شرک است که می‌توان آن را دورویی اعتقادی نامید.
پیامبر اسلام محمد گفته‌است: «سه ویژگی از نشانه‌های منافق است. یکم هنگامی که خبری را می‌گوید دروغ می‌گوید. دوم آنگاه که به او اطمینان شود خیانت می‌کند. سوم هنگامی‌که وعده‌ای می‌دهد تخلف می‌کند.»
در آیات قرآن و روایات شیعه نشانه‌هایی برای منافقان ذکر شده که در یک جمع‌بندی می‌توان دو نوع دورویی را در نظر گرفت:
- دورویی اخلاقی که نشانه‌های آن در احادیث دروغگویی، خلف وعده و خیانت در امانت شمرده شده
- دورویی سیاسی که نتیجه و رشد یافته دورویی اخلاقی است

دورویی اخلاقی خود فرد و برخی اطرافیان را گرفتار انحراف می‌کند. اما دورویی سیاسی که در آیات قرآن بسیار از آن یاد شده بخش زیادی از جامعه را دچار انحراف می‌کند.
از دیدگاه قرآن نه تنها جایگاه افراد دورویی پیشه‌ای که از کار خود دست برندارند و توبه نکنند دوزخ است بلکه در بدترین جای آن گرفتار خواهند آمد.

## دیگر ادیان
برخلاف تاکیدات بسیاری که در اسلام روی مسئله دورویی شده‌است، در کتب ادیان دیگر یا نامی از منافقان نیست یا اگر هست بسیار کم است.